# Мин-Орук
Мин-Орук (кирг. Миң-Өрүк) — село в Баткенском районе Баткенской области Кыргызстана. Входит в состав Самаркандекского айылного аймака.

## География
Село расположено в центральной части области, к востоку от реки Исфара, на расстоянии приблизительно 21 километра (по прямой) к западо-юго-западу от города Баткена, административного центра области и района.

## История
Населённый пункт получил статус села 2 августа 2019 года.

## Население
Согласно оценочным данным Национального статистического комитета Кыргызской Республики, численность населения села на начало 2023 года составляла 890 человек.
| год     | 2020 | 2021 | 2023 |
| ------- | ---- | ---- | ---- |
| человек | 749  | 780  | 890  |